# Термінал ЗПГ Інкоо
60°00′56″ пн. ш. 23°55′07″ сх. д. / 60.015556° пн. ш. 23.918611° сх. д.
Термінал ЗПГ Інкоо –  фінський інфраструктурний об’єкт для імпорту зрідженого природного газу (ЗПГ).
Фінляндія традиційно споживала природний газ походженням з Росії. В 2010-х роках з’явився термінал для імпорту ЗПГ у Порі, проте його пропускна здатність була вкрай малою. З початком повномасштабного російського вторгнення до України в лютому 2022 року Фінляндія обрала курс на відмову від російських енергоносіїв, що в царині природного газу неможливо було зробити без його отримання у зрідженому вигляді. При цьому Фінляндія та Естонія (в особі операторів газотранспортних мереж Gasgrid Finland та Elering) домовились про спорудження в кожній країні терміналу для імпорту ЗПГ з характеристиками, розрахованими на використання однієї й тієї ж плавучої установки зі зберігання та регазифікації.
Для розміщення фінського терміналу обрали район глибоководного порту Інкоо, який раніше обслуговував потужну вугільну ТЕС. В 2016 році цю електростанцію закрили та почали шукати можливості іншого використання супутніх потужностей. Окрім наявності порта, здатного приймати великі газовози, на користь Інкоо виступало його розташування поблизу газопроводу Balticconnector, що сполучає газотранспортні мережі Фінляндії та Естонії.
В межах проекту терміналу створили швартовочний вузол, для чого знадобилось встановити 112 паль завдовжки по 30 метрів. Крім того, від місця стоянки плавучої регазифікаційної установки проклали трубопровід довжиною 2,2 км, який забезпечив сполучення із Balticconnector.
Для роботи у Інкоо в американської компанії Excelerate Energy зафрахували на 10 років плавучу установку зі зберігання та регазифікації ЗПГ Exemplar, яка здатна видавати 14 млн м3 регазифікованої продукції на добу (5,2 млрд м3 на рік) та має резервуари для ЗПГ ємністю 150900 м3. У вересні 2022-го Exemplar перейшла до Іспанії для проходження обслуговування та певної модернізації під роботу у суворих зимових умовах. Далі Exemplar частково завантажилась у Гібралтарі з іншої плавучої установки тієї ж компанії Excelsior та наприкінці грудня прибула до Інкоо і розпочала пусконалагоджувальні роботи.
Також можливо відзначити, що вже після початку будівництва Естонія та Фінляндія домовились, що плавуча установка поки буде постійно знаходитись на терміналі в Інкоо, а естонський термінал у Палдіскі виконуватиме функцію резервного.